# یواس‌اس ایگل (۱۸۱۴)
یواس‌اس ایگل (۱۸۱۴) (به انگلیسی: USS Eagle (1814)) یک کشتی بود. این کشتی در سال ۱۸۱۴ ساخته شد.